# Caranx latus
Caranx latus là một loài cá câu thể thao có tầm quan trọng thương mại nhỏ trong ngư nghiệp, trong họ Carangidae. Bề ngoài loài cá này giống với caranx hippos, dù đầu loài cá này không nhọn. Loài cá này ăn các loài cá nhỏ hơn và ăn nhiều động vật không xương sống, chẳng hạn như tôm và cua.

## Phân bố
Loài cá này thường được tìm thấy ở vùng biển cận nhiệt đới Đại Tây Dương từ Bermuda và phía bắc Vịnh Mexico và phía nam tới Rio de Janeiro. Ở phía đông Đại Tây Dương, loài này được tìm thấy từ St Paul's Rocks đến đảo Ascension và hiếm khi ở vịnh Guinea. Đây là một loài cá sinh sống ở đới biển khơi. Chúng có thể được tìm thấy trên các rạn san hô và giàn khoan dầu ngoài khơi. Cá con có thể được tìm thấy gần bờ hơn dọc theo đáy cát và bùn. Loài này có thể sống ở vùng nước lợ và có thể sống ở cửa sông, nhưng nó thường được tìm thấy ở vùng nước mặn có độ sâu tới 140 m.